# Pedro Brandariz
Pedro Brandariz (San Pedro de Nós, Oleiros, La Coruña, 11 de febrero de 1978 - San Juan de Calo, Teo, La Coruña, 22 de febrero de 2022) fue un actor y monologuista español. Formó parte de la compañía de teatro gallega Teatro do Astracán, fundada en 2012.

## Biografía
Fue colaborador de Corporación de Radio y Televisión de Galicia CRTVG, participando en programas como Luar.
Entre sus espectáculos, destacan Los poderes de Rosalía, Stories Shockers y La Inventora de las Palabras.
Brandariz dirigía una empresa de gestión cultural, Dinamo Produccións, y una librería especializada en literatura infantil A Carapuchiña Feroz en La Coruña.
Pedro falleció a los 44 años de edad. Se sintió indispuesto cuando estaba ofreciendo un monólogo en un centro educativo de San Juan de Calo, en la localidad coruñesa de Teo.

## Premios y Homenajes
- Premio Mestre Mateo (2022) a la Mejor Interpretación masculina por su actuación en Jacinto.[5]
- Premio Mestre Mateo (2018)  a la Mejor Serie Web por Peter Brandon, una vida para la comedia, en la que participaron los actores Xosé Antonio Touriñán y Marcos Pereiro.[1]
- La plaza del Humor (La Coruña), tendrá una silueta de Pedro (2022).[6]